# Seetang

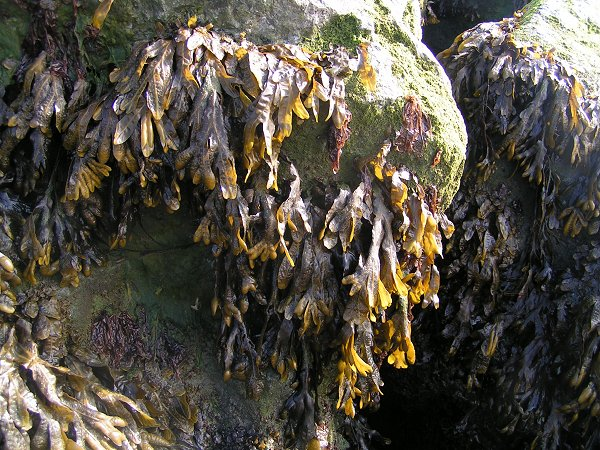
Von Seetang bedeckte Felsen

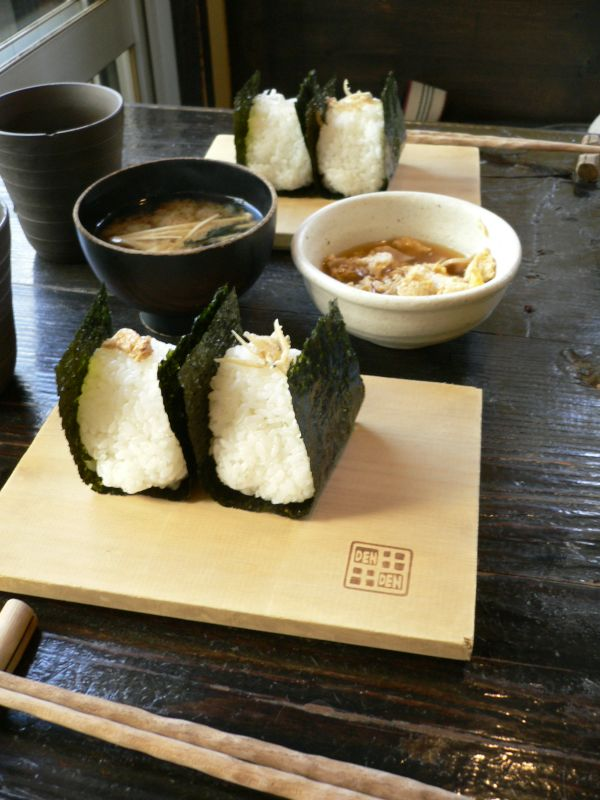
Onigiri und Wakame Miso-Suppe, Japan

Seetang (kurz und seemännisch: „Tang“) bezeichnet überwiegend am Untergrund festgewachsene (benthische) Algen der Meeresküsten, die mehrzellige, mit bloßem Auge sichtbare Thalli besitzen. Sie können Größen von einigen Millimetern bis zu 60 Metern erreichen. Damit grenzen sich diese marinen Makroalgen oder Großalgen von den Mikroalgen ab, die überwiegend einzellig sind oder lediglich mikroskopische Größe erreichen und watteähnliche Strukturen aus dünnen Fäden bilden können. Seetang ist keine natürliche Verwandtschaftsgruppe, sondern findet sich unter den Grünalgen, Rotalgen und den Braunalgen. Einige Cyanobakterien können ebenfalls als Seetang bezeichnet werden.

## Beschreibung
Einige Seetange können krautigen Landpflanzen ähneln. Der Thallus (Algenkörper) ist mit einem wurzelartigen Haftorgan (Rhizoid) am Untergrund verankert. Daraus entspringt ein stabiler, flexibler Stängel (Cauloid). Dieser trägt blattartige Wedel (Phylloide), die der Photosynthese dienen. Oft halten gasgefüllte Schwimmkörper die Blattorgane nahe der Wasseroberfläche. Dieser Aufbau findet sich insbesondere bei den oft großen Tangen der Laminariales. Manche marinen Makroalgen bilden aber auch nur undifferenzierte, niedrige Überzüge auf Steinen. Die Vermehrung erfolgt bei allen Algen durch Sporen in Sporenhaufen (Sori).

## Vorkommen
Seetang gedeiht im belichteten Bereich der Meeresküsten, von der Spritzwasserzone über die Gezeitenzone bis ins Sublitoral. Besonders üppig wächst er an kälteren Meeresküsten, wo nährstoffreiches Tiefenwasser aufsteigt. Die untere Grenze für das Algenwachstum liegt bei ca. 0,1 % des einfallenden Oberflächenlichtes. Die erreichbare Tiefe ist abhängig von der Trübung und Turbulenz des Wassers. In der Nordsee bei Helgoland ist Seetang bis in eine Tiefe von 15 m unter der Niedrigwasserlinie zu finden. In sehr klarem Wasser können die Algen auch tiefere Zonen besiedeln, selten dringen sie bis in etwa 200 m Tiefe vor.
Eine Ausnahme bilden einige Arten der Golftange (Sargassum), die nicht am Untergrund festgewachsen sind, sondern im offenen Meer frei schwimmend große Flächen bedecken können.
Seetang ist eine bedeutende Nahrungsquelle von Seeigeln. Zu den Fressfeinden der Seeigel gehören manche Seesterne. Da die Art Pycnopodia helianthoides (Sonnenblumen-Seestern) bedingt aufgrund eines Virus und durch die Erwärmung des Lebensraums gegenwärtig von einem Massensterben betroffen ist, verlieren Seeigel einen bedeutenden Fressfeind und breiten sich stellenweise explosionsartig aus, was stellenweise zu einer Dezimierung der Bestände von Seetang geführt hat.

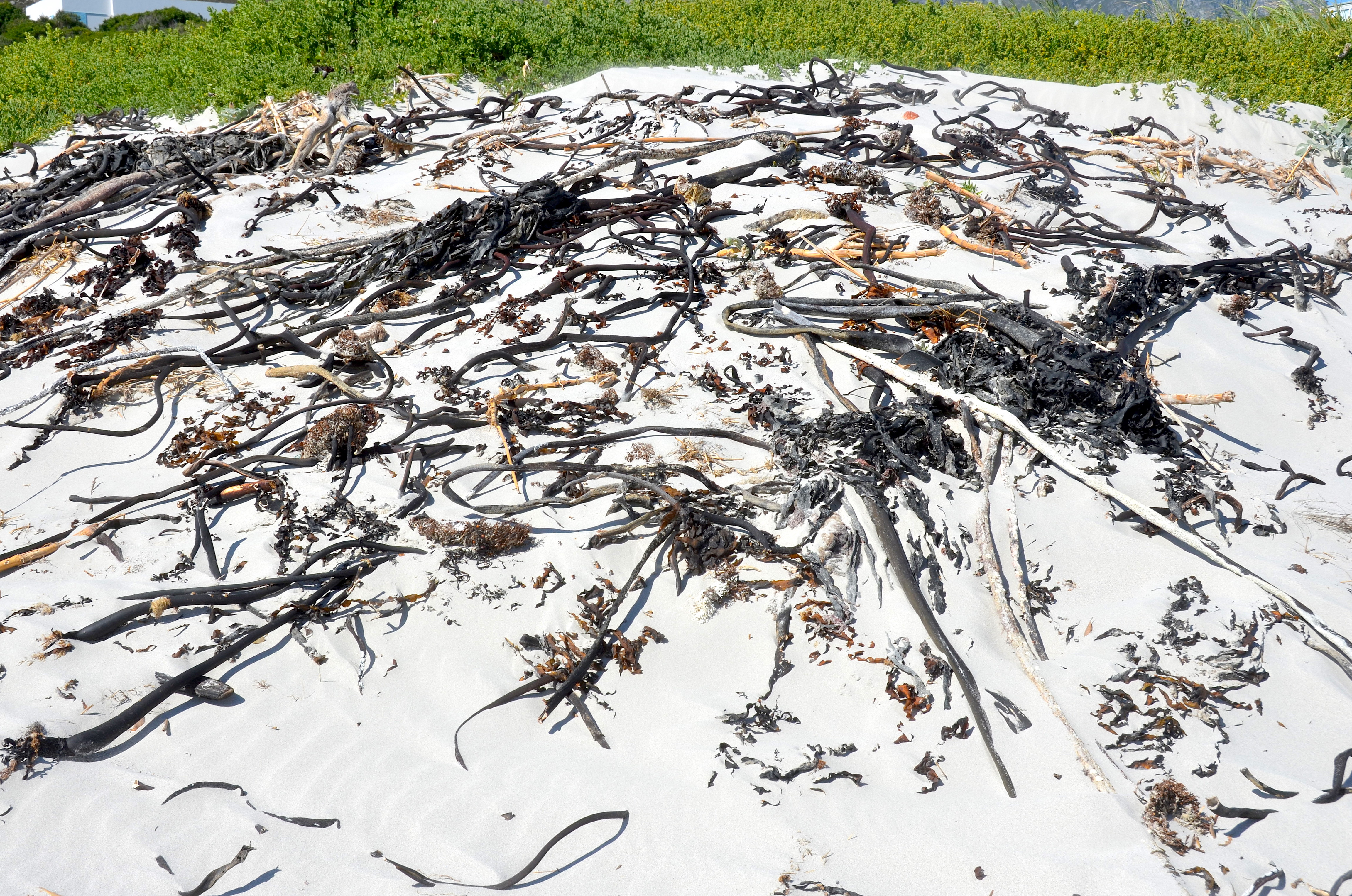
Angeschwemmter, trockener Seetang am Strand in Südafrika
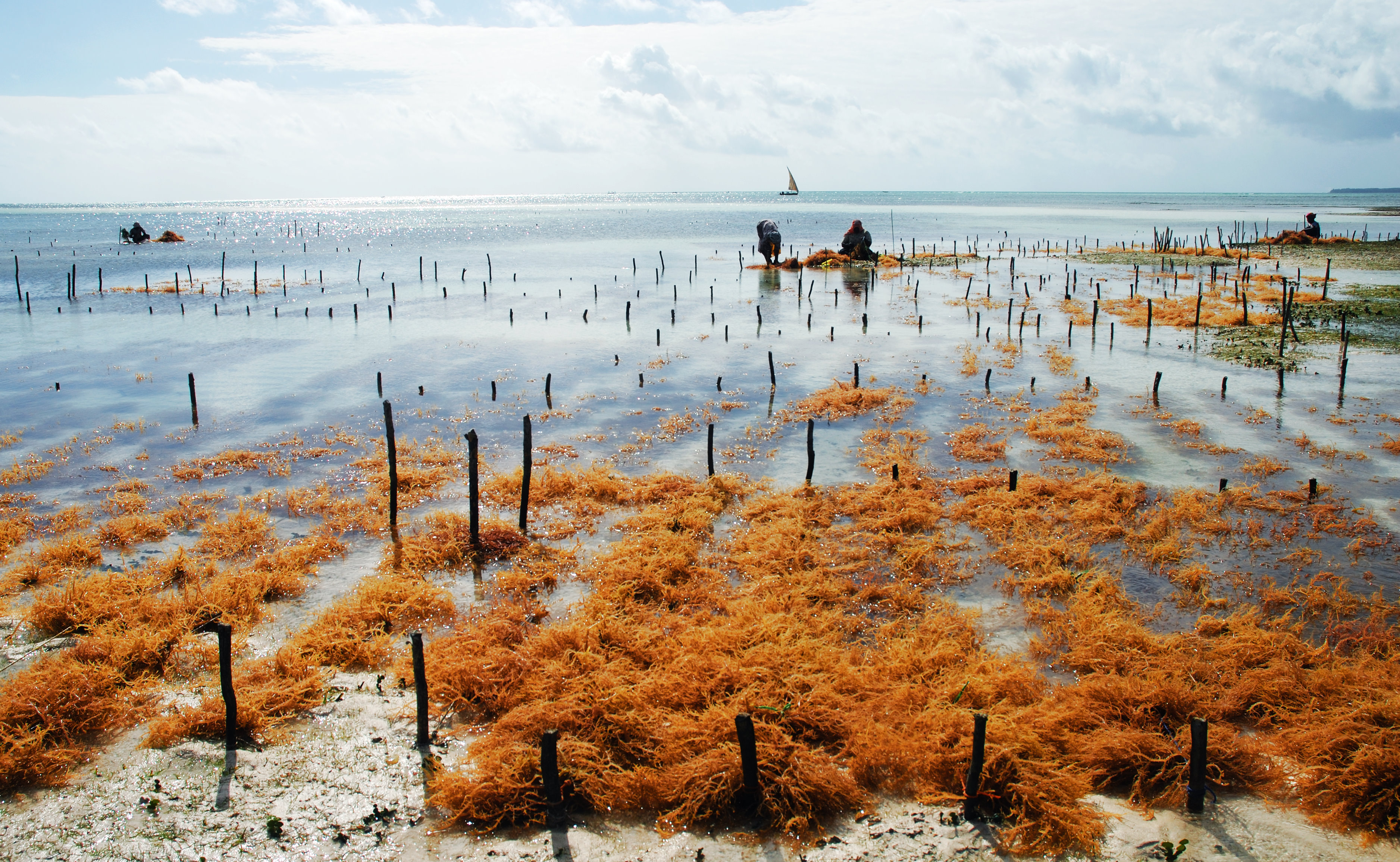
Seetang-Farm in Sansibar
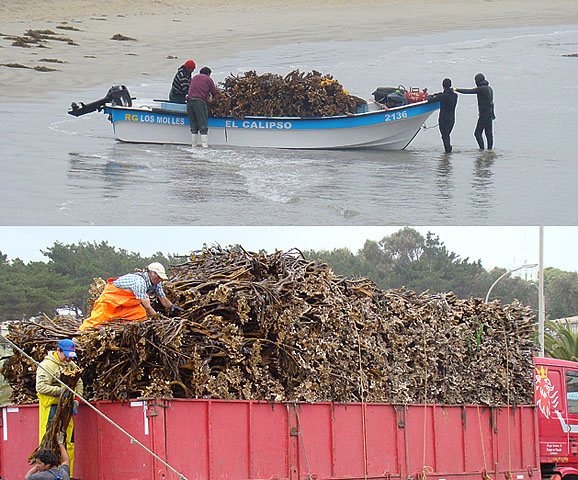
Ernte von Durvillaea antarctica in Chile

## Nutzung
Seetang wird vielseitig genutzt:

### Nahrungsmittel
Seetang wird von Völkern an den Küsten als wichtige Nahrungsquelle verwendet. Dazu gehören vor allem Japan, aber auch Korea, Peru sowie Irland und die Atlantikküste Kanadas. Beispielsweise wird Nori verwendet, um Sushi-Rollen zu umwickeln.
Seetang ist außerdem bekannt für seinen extrem hohen Jodgehalt von bis zu 6000 mg pro kg (d. h. 0,6 %) im Trockengewicht (der Jodtagesbedarf beträgt 0,2 mg), der bei unkontrolliertem Verzehr leicht zu einer starken Jodüberversorgung führen kann. Getrockneter Seetang zählt zu den cadmiumreichen Nahrungsmitteln.

### Landwirtschaft
Für die Landwirtschaft wird ein Pflanzenstärkungsmittel aus Seetang hergestellt. Seetang wird auch für die Herstellung von Dünger verwendet.

### Medizin
Der israelische Biotechnologiekonzern BiolineRX hat ein auf Seetang basierendes Gel entwickelt, das zur Therapie bei Herzinfarkten zum Schutz des Herzmuskelgewebes eingesetzt werden kann.

### Baumaterial
Die frühere Verwendung von „Seetang“ als Baumaterial zur Isolierung der Wände und zur Dachbedeckung, sowie als Füllmaterial für Polstermöbel, bezieht sich nicht auf Meeresalgen, sondern auf Seegräser (Zostera).

### Kunst
Auch im Design und der Kunst hält Seetang Einzug. Julia Lohmann von der Aalto-Universität in Helsinki nutzt diesen Rohstoff beispielsweise für ihre Installationen und Skulpturen. Damit möchte sie auf die ökologischen Missstände der Jetztzeit aufmerksam machen und für ein neues Verhältnis von Mensch und Natur einstehen.